# La Balsa, Emiliano Zapata
La Balsa är en ort i Mexiko.   Den ligger i kommunen Emiliano Zapata och delstaten Veracruz, i den sydöstra delen av landet, 260 km öster om huvudstaden Mexico City. La Balsa ligger 404 meter över havet och antalet invånare är 317.
Terrängen runt La Balsa är kuperad åt sydväst, men åt nordost är den platt. Runt La Balsa är det ganska tätbefolkat, med 93 invånare per kvadratkilometer. Närmaste större samhälle är Rinconada, 8,3 km öster om La Balsa. Trakten runt La Balsa består till största delen av jordbruksmark.